# Uberella denticulifera
Uberella denticulifera là một loài ốc biển, là động vật thân mềm chân bụng sống ở biển trong họ Naticidae, họ ốc mặt trăng.